# برنامج 45 دقيقة
45 دقيقة هو برنامج تحقيقات تلفزيوني نصف شهري مغربي يُعرض على قناة الأولى المغربية، يُقدّمه الإعلامي ياسين العُمري.
يتعرض لظواهر وقضايا مختلفة في المجتمع المغربي.

## جوائز
تُوّج البرنامج بالجائزة الثانية في المسابقة السنوية لاتحاد إذاعات الدول العربية، التي أقيمت في العاصمة التونسية تونس سنة 2014.

## وصلات خارجية
- صفحة البرنامج على موقع قناة الأولى